# تپه صاحب جان
تپه صاحب جان مربوط به هزاره اول پیش از میلاد است و در درگز، غرب شهر واقع شده و این اثر در تاریخ ۲۳ فروردین ۱۳۴۶ با شمارهٔ ثبت ۶۷۴ به‌عنوان یکی از آثار ملی ایران به ثبت رسیده است.